# Homulus spectaculus
|  | Denne artikel er oprettet af botten PalnaBot ud fra en ekstern database. Den kan derfor have sproglige fejl eller mangler. Denne skabelon kan fjernes efter kontrol af indholdet. |

Homulus spectaculus er en dokumentarfilm fra 2004 instrueret af Cæcilia Holbek Trier efter manuskript af Cæcilia Holbek Trier.

## Handling
»Verdens mærkeligste dyr, Homulus Spectaculus, afsnit 5 - han-dyret« er en dokumentarfilm om voksne mennesker. Hvem er de, disse høje mærkelige væsener med de dybe stemmer? Hvad laver de om dagen - og om natten? Hvad er egentlig det, de kalder 'arbejde'? Hvorfor har de så mange regler om, hvad man skal spise, gøre og nå? Og hvad tænker de? I bedste naturfilmgenre fører Agnes på 14 år seerne gennem en hverdag i en ganske almindelig familie og afslører, hvad der egentlig foregår inde i hovedet på Verdens mærkeligste dyr - Homulus Spectaculus - Hannen. En morsom og lærerig film for både børn og voksne.